# Hrabstwo Posey

Piramida wieku hrabstwa

Hrabstwo Posey (ang. Posey County) – hrabstwo w stanie Indiana w Stanach Zjednoczonych.

## Geografia
Według spisu z 2010 roku obszar całkowity hrabstwa obejmuje powierzchnię 419,32 mili2 (1086,03 km²), z czego 409,57 mili2 (1060,78 km²) stanowią lądy, a 9,75 mili2 (25,25 km²) stanowią wody. Według szacunków United States Census Bureau w roku 2012 miało 25 599 mieszkańców. Jego siedzibą administracyjną jest Mount Vernon.

### Miasta
- Cynthiana
- Griffin
- Mount Vernon
- New Harmony
- Poseyville
- Parkers Settlement (CDP)